# Michael Potter (wielrenner)
Michael Potter (Hornsby, 6 november 1997) is een Australisch wielrenner die anno 2018 rijdt voor Australian Cycling Academy-Ride Sunshine Coast.

## Carrière
In 2014 werd Potter, achter Liam Jeffries, tweede in het nationale kampioenschap veldrijden voor junioren. Een jaar later was wederom enkel Jeffries beter in de crosscountry voor junioren tijdens de Oceanische kampioenschappen mountainbike.
In januari 2018 werd Potter derde in het nationale kampioenschap op de weg voor beloften, achter Cyrus Monk en James Whelan. Later die maand werd hij vijfde in het eindklassement van de New Zealand Cycle Classic. In maart van dat jaar won hij de proloog in de Ronde van Tochigi. Een dag later won hij ook de eerste rit in lijn door de sprint te winnen van een kleine groep. In de laatste etappe verdedigde hij zijn leidende positie met succes, waardoor hij zowel het eind- als het jongerenklassement won.

## Overwinningen
2018
Proloog en 1e etappe Ronde van Tochigi
Eind- en jongerenklassement Ronde van Tochigi

## Ploegen
- 2018 –  Australian Cycling Academy-Ride Sunshine Coast

Drake · Fitter · Howard · Kampers · Mackay · O'Brien · Orchard · Ovett · Potter · Scott · Shaw · Welsford